# Ferdinands Feld
Ferdinands Feld ist ein Musikfestival für elektronische Musik, das jährlich in Rotenburg (Wümme) in Niedersachsen stattfindet.

## Geschichte
Das Festival wird seit 2015 von der 24/7 Events und Merchandising GmbH auf dem Flugplatz Rotenburg (Wümme) veranstaltet. Gegründet wurde die Veranstaltungsgesellschaft von drei regional bekannten DJs, die im Sommer 2014 nach einer Partynacht die Idee reifen ließen. Am folgenden Tag wurden sie auf dem vorgesehenen Gelände vorstellig, legten ihr Erspartes in Höhe von 27.000 Euro zusammen, organisierten Sponsoring und bereiteten die erste Auflage mit zwei Bühnen und 16 Live-Acts für den August 2015 vor. Seit 2023 ist die Bremer fuenfvorzwoelf event GmbH Mitveranstalterin. Maskottchen der Veranstaltung ist „Ferdi“, dessen Aussehen und Name an Ferdinand von Zeppelin angelehnt ist.
Im ersten Jahr verzeichnete Ferdinands Feld den Veranstaltenden zufolge 3500 Besucher, wuchs im Folgejahr rasant und bis 2019 auf rund 15.000 zahlende Gäste. In den Jahren 2020 und 2021 musste die klassische Variante des Festivals wegen der COVID-19-Pandemie abgesagt werden. Als Alternative fand das Festival in den beiden Jahren unter dem Namen „Ferdinands Feld - Dann Halt In Klein“ als coronakonforme Version mit deutlich weniger Besuchern statt. 2022 wurde die Veranstaltung von rund 20.000 Menschen besucht. 2023 gab es erstmals ein „Not-Camping“ für Besucher, die am späten Abend nicht mehr nach Hause konnten oder wollten, das Festival selbst war von Dauerregen beeinträchtigt. 2024 wurde aus dem Notlager ein vollwertiger Campingplatz mit Duschen, Umkleiden, befestigten und beleuchteten Wegen für bis zu 1500 Camper. Gleichzeitig wurde das Festival erstmals an zwei Tagen veranstaltet, am Freitag wurde bereits eine der drei Bühnen bespielt. An beiden Veranstaltungstagen kamen insgesamt 27.000 Gäste.

## Daten und Line-Up
| Datum             | Besuchende | Line-Up (Auswahl) |                                                                                            |
| ----------------- | ---------- | --- | ------------------------------------------------------------------------------------------ |
| 1. August 2015    | 03.500     | |                                                                                            |
| 6. August 2016    | 08.500     | Dario Rodriguez, Freischwimmer, Moonbootica                                                                                          |                                                                                            |
| 5. August 2017    | 11.500     | Brooks, Chocolate Puma, Hugel, Mike Williams, Sick Individuals                                                                       |                                                                                            |
| 4. August 2018    | 13.000     | Drunken Masters, Fedde Le Grand, James Hype, Le Shuuk                                                                                |                                                                                            |
| 3. August 2019    | 18.000     | Brennan Heart, Sub Zero Project, Tujamo                                                                                              |                                                                                            |
| 1. August 2020    |            | Wegen COVID-19-Pandemie Ersatzveranstaltung „Dann Halt In Klein“                                                                     | Wegen COVID-19-Pandemie Ersatzveranstaltung „Dann Halt In Klein“                           |
| 31. Juli 2021     | 03.000     | Erneut Ersatzveranstaltung „Dann Halt In Klein“ an sechs Tagen mit jeweils 500 Besuchenden                                           | Erneut Ersatzveranstaltung „Dann Halt In Klein“ an sechs Tagen mit jeweils 500 Besuchenden |
| 6. August 2022    | 20.000     | Bassjackers, Headhunterz, Quintino                                                                                                   |                                                                                            |
| 5. August 2023    | 23.000     | Blasterjaxx, Da Tweekaz, Tujamo |                                                                                            |
| 2.–3. August 2024 | 27.000     | Afrojack, D-Block & S-te-Fan, Dual Damage, Gestört aber geil, Niklas Dee, Noel Holler, Pappenheimer, David Puentez, Showtek, Warface |                                                                                            |
| 1.–2. August 2025 |            | Brennan Heart, W&W, Luca-Dante Spadafora, Yung Yury, Lari Luke                                                                       |                                                                                            |